# آنگورا
آنگورا (به پرتغالی: Anguera) یک منطقهٔ مسکونی در برزیل است که در باهیا واقع شده‌است. آنگورا ۱۱٬۲۹۷ نفر جمعیت دارد.